# Glacier du Château-Blanc
Le glacier du Château-Blanc se trouve en Vallée d'Aoste, et tire son nom du sommet du même nom.

## Géographie
Le glacier du Château-Blanc se trouve dans les Alpes de la Grande Sassière et du Ruitor. Il est contourné par le mont Château-Blanc au sud, et par le mont Paramont à l'ouest. Il s'épanche en direction du nord-est.
Ce glacier est clairement visible depuis Aoste et la moyenne vallée centrale de la Doire baltée.